# به تخمم نیست
«به تخمم هم نیست» یا «واسم مهم نیست» (به انگلیسی: Just Don't Give a Fuck) نخستین تک‌آهنگ خواننده رپ اهل ایالات متحده آمریکا امینم است که در سال ۱۹۹۸ منتشر شد. نسخه اصلی این تک‌آهنگ در آلبوم اسلیم شیدی ای‌پی قرار داشت. نسخه بازضبط شده‌ای از آن ترک پانزدهم دومین آلبوم استودیویی او اسلیم شیدی ال‌پی بود.